# Emmy Lopes Dias
Emmy Davine (Emmy) Lopes Dias (Hilversum, 4 augustus 1919 - Laren, 28 maart 2005) was een Nederlands actrice. Ze was als actrice bij een groot publiek bekend als Martje Spaargaren-Lutterop, de moeder van Marleen Spaargaren (gespeeld door Willeke Alberti) in de jaren 70-televisieserie De kleine waarheid. Haar vader was de Hilversumse wethouder David Lopes Dias, die in 1942 in het concentratiekamp Mauthausen vermoord werd.
Nadat Lopes Dias in 1949 cum laude geslaagd was aan de Amsterdamse Toneelschool, ging ze spelen bij diverse gezelschappen, met name bij de Haagsche Comedie. Vanaf het moment dat ze moeder werd besloot ze zich voortaan met name toe te leggen op radio en televisie. In 1955 en 1956 was ze tijdelijk televisieomroepster bij de NCRV.
Zij was getrouwd met Rob de Rooi, een van de schrijvers van het Nieuw Links-pamflet "Tien over Rood".
De actrice woonde de laatste jaren van haar leven in het Rosa Spier Huis in Laren.. Met Willeke Alberti, die in De Kleine Waarheid haar dochter speelde, had ze nog regelmatig contact. Emmy Lopes Dias werd begraven op de Noorderbegraafplaats in Hilversum.

## Hoorspelen (enkel de hoorspelen die nu nog te beluisteren zijn)
1952
- Die en die is er nog (Meyer Sluyser - S. de Vries jr.)

1957
- Pesach anno 1348 (Hans Bloemendal - Jan C. Hubert)

1971
- Jemima, mijn lief (Frank Herzen - Jacques Besançon)

1972
- De laars op de nek (Maurits Dekker - Wim Paauw)

1973
- Appassionata (Julius Hay - Jacques Besançon)
- De verhuizing (Brendan Behan - Willem Tollenaar)
- Een tuinfeestje (Brendan Behan - Willem Tollenaar)
- Heel lang geleden, heel ver weg (Lennaert Nijgh - Jacques Besançon)
- Oorlog en vrede (Leo Tolstoj - Dick van Putten)
- Vijf dode oude dames (Hans Gruhl - Jacques Besançon)

1974
- De revolte van Carolus Boorst (Yak Rivais - Léon Povel)
- De werphengel (André Kuyten - Hein Boele)
- Hippolytus (Euripides - Dick van Putten)
- Vogel Herakles (Gerrit Pleiter - Ab van Eyk)

1975
- De kopermijn (Daphne du Maurier - Dick van Putten)
- Levend onderwijs met doden (Sylvia Hoffmann - Léon Povel)
- De man met de absolute neus (Tymoteusz Karpowicz - Ab van Eyk)
- Paul of de afbraak van de hoorspelillusie (Wolf Wondratschek - Ab van Eyk)

1976
- Knelpunten (R.D. Laing - Léon Povel)

1977
- De passagier (Pierre Soetewey - Tom van Beek)
- Waarheid & zoon (de laatste ziekte) (Hans van de Waarsenburg - Ab van Eyk)

1978
- Dag zomer, dag kind (John Reeves - Jacques Besançon)
- Slachthuis (hoorspel) (Sławomir Mrożek - Ab van Eyk)

1979
- Mensenhaat en berouw (August von Kotzebue - Louis Houët)

1981
- De blauwe kamer (Liselore Gerritsen - Ab van Eyk)
- Een zondag in mei (Wim Gijsen - Ab van Eyk)

1982
- De gelaarsde kater (Janwillem van de Wetering - Bert Dijkstra, 1982)

1983
- Een pracht van een primeur (Mischa de Vreede - Ab van Eyk)
- Kafka’s tekeningen (Jean-Pierre Plooij & Jan Stavinoha - Jean-Pierre Plooij)
- Rudolf Hornbichlers gevecht met de engel (Hermann Moers - Bert Dijkstra)

1984
- De bevrijding van Rosa Davidson (Ida Vos - Bert Dijkstra)
- De weg ligt open (Mien van ’t Sant - Marlies Cordia)
- Eline Vere (Louis Couperus - Hans Karsenbarg)
- Psycholoog tegen wil en dank (Paul van Mook - Johan Dronkers)

1985
- Een kerstsprookje (Michel van Bergen Henegouwen - Justine van Maaren)

1986
- De ronde van '43 (Henri Knap - Justine Paauw)
- Er was eens. Deel 1: De meesterdief (Gebroeders Grimm - Ab van Eyk)

1987
- Chinese dromers (Nick McCarty - Sylvia Liefrinck)
- De Anton Wachter-romans. Deel1: Sint Sebastiaan. De geschiedenis van een talent (Simon Vestdijk - Marlies Cordia)
- Esther en Mordechai (Gerrit Pleiter - Ab van Eyk)
- Groene vingers (Frans Verbeek - Johan Dronkers)

1989
- Een late zomer (Carel Donck - Marlies Cordia)
- Inspecteur Simone Verlaat (Karlijn Stoffels - Johan Dronkers)
- Majoor Frans (hoorspel) (Geertruida Bosboom-Toussaint - Sylvia Liefrinck)

1990
- De opstand van Guadalajara (Jan Jacob Slauerhoff - Sylvia Liefrinck)
- Heinrich Schliemann, de man die Homerus op zijn woord geloofde (Don Dekker - Marlies Cordia)

1992
- Het motet voor de kardinaal (Theun de Vries - Sylvia Liefrinck)

1993
- Laatste liedjes (Nirav Christophe - Marlies Cordia)
- We'll meet again (Hans van Bergen - Marlies Cordia)

1995
- Het spoor van een slak (Carel Donck - Marlies Cordia)

## Filmografie
Stemrollen
- 1995 - Pocahontas als Grootmoeder Wilg

TV series
- 1988 - Spanning in Slagharen als Atoua
- 1981 - Mensen zoals jij en ik
- 1974 - Q & Q als Leonie Quarles van Ispen
- 1975 - Klaverweide
- 1972 - Kunt u mij de weg naar Hamelen vertellen, mijnheer? als Koningin Madelein (Seizoen 2 t/m 4)
- 1970 - De kleine waarheid als Martje Spaargaren-Lutterop
- 1968 - Ritmeester Buat
- 1955 - Swiebertje als Mary Meier

Film
- 1978 - Pinkeltje als pinkeldame Akeleitje

Toneel
- Een Moordstuk (Klucht met Joop Doderer, Gerard Cox, Rudi Falkenhagen en Sacco van der Made)

- MusicBrainz: 6acf023e-9a3e-43fe-8ae0-cdc70907d27d